# Varanus bitatawa
Varanus bitatawa är en art i ödlefamiljen varaner. Den bekräftades som en egen art i april 2010. Varanus bitatawa förekommer på ön Luzon, Filippinerna och dess föda utgörs av frukt. Ödlan äts av de Filippinska ursprungsfolken Aeta och Ilongot vilka kallar den Butikaw.

## Fysisk beskrivning
Varanus bitatawa kan bli över två meter lång, men väger endast runt 10 kg. Den är ljust färgad med strimmor av guldstänk. Dess fjälliga kropp och ben är blå-svart marmorerade med ljusa grön-gula fläckar och dess svans är fläckad i omväxlande segment av grönt och svart.
Media har i sin rapportering betonat att hanarna har hemipenis, det vill säga två penis-liknande organ ordnade parvis.  Det är dock så att alla ödlor och ormar av hankön har hemipenes.

### Beteende
Varanus bitatawa är en av endast tre fruktätande varaner i världen. Den föredrar att äta frukten från Pandanus-träden.

## Taxonomi och utbredning
Varanus bitatawa är nära släkt med den indonesiska komodovaranen. Den bekräftades vara en ny art i april 2010 av biologer från University of Kansas. DNA-analys hade avslöjat omfattande genetiska skillnader mellan den här arten och dess närmaste släkting Varanus olivaceus, som också är en fruktätare, men som lever på den södra delen av Luzon, snarare än den norra delen där Varanus bitatawa lever. Dessa upptäckter publicerades i Biology Letters, en peer reviewad vetenskaplig tidskrift, utgiven av Royal Society.
Ödlans kända utbredning är begränsad till Sierra Madre skogen vid den nordöstra kusten på den Filippinska ön Luzon.